# フーベルト・ギーゼン
フーベルト・ギーゼン（Hubert Giesen, 1898年1月13日 - 1980年2月11日）は、ドイツのピアニスト。
アーヘン近郊コーンエリミュンスターにて生まれる。当初は家族の意向で学校教師になるべく勉学を重ねていたが、フリッツ・ブッシュの助言を受けて音楽の道に進むようになり、シュトゥットガルト音楽院でフリッツ・ブッシュ、マックス・フォン・パウアーやヨーゼフ・ハースらの薫陶を受けた。1915年からピアニストとしての活動をはじめ、アドルフ・ブッシュ、フリッツ・クライスラーやユーディ・メニューイン等の伴奏者を務めた。
レーオンベルクにて没。

## 著作
- Am Flügel Hubert Giesen. Meine Lebenserinnerungen. Fischer S. Verlag GmbH. (1982). ISBN 978-3100254016